# Salies-de-Béarn
Salies-de-Béarn è un comune francese del Béarn di 5 076 abitanti, situato nel dipartimento dei Pirenei Atlantici nella regione della Nuova Aquitania. È noto per le proprie acque minerali e oligominerali.

## Società

### Evoluzione demografica
Abitanti censiti